# Vit'ali Daraselia
Vit'ali Daraselia (in georgiano ვიტალი დარასელია?, in russo Виталий Кухинович Дараселия?, Vitalij Kuchinovič Daraselija; Ochamchira, 9 gennaio 1957 – Zestaponi, 23 dicembre 1982) è stato un calciatore sovietico, di ruolo centrocampista.

## Biografia
Daraselia è nato il 9 gennaio 1957, ma la sua data di nascita fu successivamente modificata dai funzionari sportivi sovietici al 9 ottobre 1957, in modo che potesse giocare più a lungo per la squadra nazionale juniores.
Alcuni mesi dopo i Mondiali 1982, precisamente il 23 dicembre dello stesso anno, Daraselia morì a causa di un incidente stradale nei pressi di Zestaponi.
Dopo la sua morte gli fu intitolato lo stadio municipale di Ochamchira, mentre la sua casa nativa fu trasformata in un museo. La sua morte fu una delle cause che portò anche al ritiro del compagno di squadra Davit Q'ipiani e alla successiva fine della generazione d'oro della Dinamo Tbilisi.
Il suo secondo figlio, anch'egli di nome Vit'ali, ha intrapreso la carriera di calciatore giocando in alcuni club di primo piano come la Dinamo Tbilisi e collezionando alcune presenze nella Nazionale georgiana.

## Carriera
Legò la propria carriera alla Dinamo Tbilisi acquisendo notorietà internazionale a partire dal 1981, quando segnò il gol decisivo nella finale di Coppa delle Coppe 1980-1981 contro i tedeschi orientali del Carl Zeiss Jena.
Convocato in nazionale sovietica a partire dal 1979, totalizzò 22 presenze fino al 1982, prendendo parte alla spedizione al campionato del mondo 1982.

## Statistiche

### Presenze e reti nei club
| Stagione        | Squadra         | Campionato      | Campionato | Campionato |
| Stagione        | Squadra         | Comp            | Pres       | Reti       |
| --------------- | --------------- | --------------- | ---------- | ---------- |
| 1975            | Dinamo Tbilisi  | VL              | 13         | -          |
| 1976            | Dinamo Tbilisi  | VL-p. VL-a.     | 21         | 3          |
| 1977            | Dinamo Tbilisi  | VL              | 18         | 2          |
| 1978            | Dinamo Tbilisi  | VL              | 18         | 5          |
| 1979            | Dinamo Tbilisi  | VL              | 33         | 7          |
| 1980            | Dinamo Tbilisi  | VL              | 31         | 2          |
| 1981            | Dinamo Tbilisi  | VL              | 33         | 2          |
| 1982            | Dinamo Tbilisi  | VL              | 25         | 5          |
| Totale carriera | Totale carriera | Totale carriera | 192        | 26         |

## Palmarès

### Competizioni nazionali
- Campionato sovietico: 1

Dinamo Tbilisi: 1978
- Coppa dell'URSS: 2

Dinamo Tbilisi: 1976, 1979

### Competizioni internazionali
- Coppa delle Coppe: 1

Dinamo Tbilisi: 1980-1981